# Kingston upon Hull
Kingston upon Hull, často (i na mapách) jen zkráceně Hull, je město a samostatná správní jednotka v anglickém ceremoniálním hrabství Východní yorkshirský riding. Rozprostírá se na severní straně estuáru Humber po obou březích řeky Hull, asi 40 km od samotného Severního moře. V průběhu 700 let své existence byl Kingston tržním městem, vojenským přístavem, obchodním centrem, rybářským přístavem a průmyslovým centrem.

## Historie

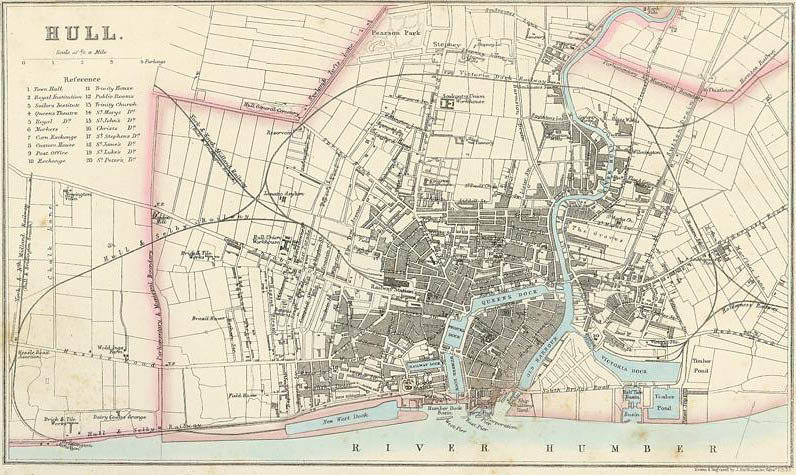
Hull v roce 1866

Území, kde se nachází současné město, bylo osídleno nejpozději ve 12. století, kdy bylo založeno opatství Meaux (postaveno v letech 1150 až 1179). Na východ od současného Hullu nechal postavit William le Gros, hrabě z Albemarle osadu Hedon, která sloužila jako přístav na splavné řece Hedon, která nedaleko odsud ústí do Humberu. Hedon se rychle rozrůstal a král Jindřich II. mu v roce 1160 udělil výsady města. Rozvoj dopravy, který vyústil ve využití lodí s větším ponorem, si vyžádal přesun přístavu k soutoku hlubší řeky Hull a Humber v místě kde se nacházela vesnice Wyke. Wyke (nebo také Wyke upon Hull) obdržela roku 1293, po dohodě mezi Eduardem I. a opatem z Meaux, právo pořádat trhy. Došlo také k rekonstrukci zdejšího přístavu.
Toto místo se roku 1293 stalo strategickým bodem ve válce mezi Anglií a Skotskem. Eduard I. vybral Wyke jako výchozí místo pro zásobování svých vojsk pro velmi dobře vybavený přístav. Král pak ve svém výnosu ze dne 1. dubna 1299 přejmenoval osadu na Kingstown upon Hull, zkráceně Kingston upon Hull. Tento královský výnos je uschován v archívu místní radnice.
Výnos z roku 1440 ustanovil Kingston (nebo také Hull) jako město a zřídil funkce starosty, šerifa a dvanácti konšelů. Tato listina také přidělila konšelům funkci smírčích soudců pro město a okolní hrabství.
Důležitost Hullu jako přístavu se zvyšovala po celou dobu středověku, a významnou roli sehrávaly obchodní styky se severním Německem a Baltem. Hlavními exportními artikly byla vlna, sukno a kůže. Do města se dováželo dřevo, víno, kožešiny a barvy. Prvním starostou města byl William de la Pole. Další důležitou osobou té doby byl John Alcock, zakladatel Jesus College a patron střední školy v Hullu. Rozvoj města v 16. a 17. století se odrazil ve stavbě některých honosných budov jako například Wilberforce House, kde je v současnosti muzeum dokumentující život Williama Wilberforceho.
Roku 1642 starosta Hullu sir John Hotham deklaroval podporu parlamentaristů a odmítl povolit Karlu I. vstup do města a zbavil tak krále možnosti využít velkou vojenskou sílu, jíž město disponovalo. Byl označen zrádcem a měl být, přes protest parlamentu popraven. Ironií osudu ale tentýž parlament trval na vykonání poprav poté co Hotham změnil stanovisko a vyjádřil králi loajalitu. Tyto události byly jedněmi z prvních sporů anglické občanské války. Karel I. jako odpověď začal obléhat město. Toto obléhání eskalovalo do otevřeného konfliktu mezi parlamentem a royalisty.
Do poloviny 19. století hrálo důležitou úlohu v rozvoji města velrybářství. Největší rozkvět města je datován do období před první světovou válkou. V té době, roku 1897, obdržel Hull statut města. Po úpadku velrybářství se hlavním směrem rozvoje stalo rybářství na otevřeném moři až do anglicko-islandské tresčí války v letech 1975 až 1976. Podmínky stanovené při urovnání tohoto sporu způsobily úpadek města i když nadále zůstalo významným přístavem pro dopravu především do přístavů Rotterdam a Bruggy. Hull si také udržel důležitou pozici v importu potravin do Velké Británie.
Důležitý přístav, průmyslové zařízení a blízkost k Evropě byly hlavními příčinami extrémního poškození města při bombardování v době druhé světové války. Výzkumy uvádějí, že Hull byl po Londýně druhým nejčastějším terčem náletů při nichž bylo zničeno nebo poškozeno asi 95% domů. Z asi 320 000 obyvatel města před válkou bylo v důsledku bombardování asi 192 000 bez domova. Po válce byla velká část centra města rekonstruovaná ale celková obnova byla dokončena v nedávné minulosti kdy bylo zrušeno poslední přechodné parkoviště na místě kde dříve stávaly obytné domy.
V červnu 2007 zasáhla město další pohroma. Velké povodně tohoto roku způsobily zaplavení asi 20 % obydlené plochy města a poškodily 90 z 105 škol. Přesto veřejnost sledovala spíše dramatický průběh záplav v Sheffieldu a Doncasteru, což vedlo místního radního Carla Minnse k označení, že Hull je zapomenuté město. Jen škody na školách byly vyčísleny asi na 100 miliónů liber.

## Geografie

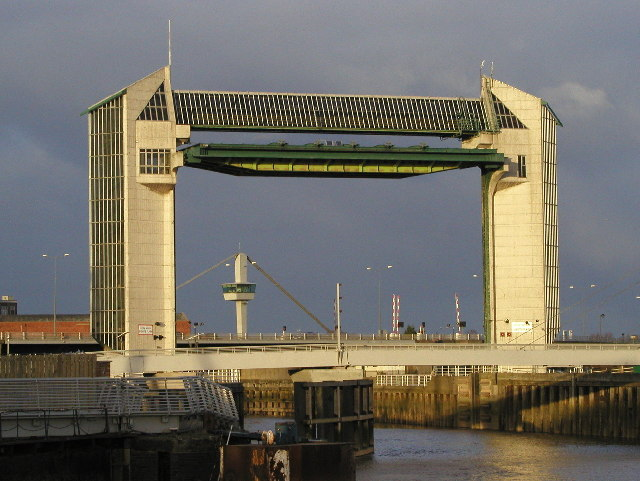
Bariéra v Hullu

Kingston upon Hull se nachází poblíž východního pobřeží Velké Británie, na severním břehu ústí řeky Humber. Město je obklopeno částí hrabství Yorkshire - East Riding, které má převážně venkovský charakter, a odděluje ho od zbytku země.
Větší část města se nachází na úrodné půdě v úrovni nebo pod úrovní hladiny moře. Kingstonská přílivová bariéra (Tidal Surge Barrier) je postavena v místě kde vtéká řeka Hull do ústí Humberu. Bývá využívána asi 8 až 12krát ročně a chrání před povodněmi asi 10 000 obyvatel. Vzhledem k poloze na úrovni srovnatelné s hladinou moře je Hull ohrožen důsledky globálního oteplení.

## Obyvatelstvo
Podle sčítání obyvatel z roku 2001 měl Hull 243 589 obyvatel což bylo o 7,5% méně než v roce 1991. Odhady z roku 2005 uvádějí počet 249 100 obyvatel. V roce 2001 bylo asi 53 000 obyvatel ve věkové kategorii do 16 let, 174 000 ve věku od 16 do 74 let a 17 000 starších než 74 let. Údaje z roku 2001 také uvádějí podíl bělochů 97,7% a 97% narozených ve Velké Británii. Ve městě žilo 71,7% křesťanů, 18% bez vyznání a 8,4% nespecifikovalo údaj o vyznání.

## Ekonomika a průmysl

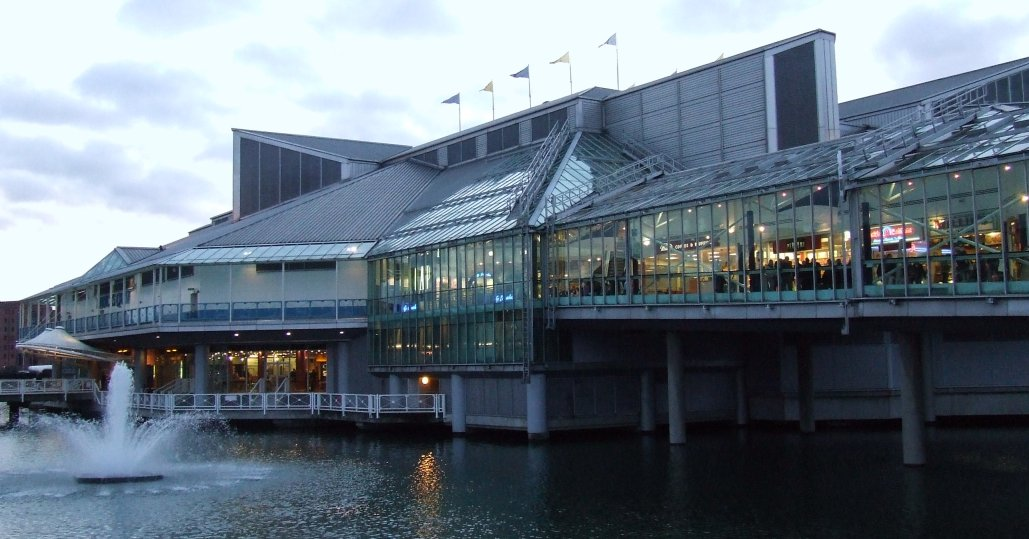
Prince's Quay

Hull je významným přístavem, jímž v roce 2004 prošlo 18,5% importu a 15% exportu Velké Británie. Ve městě má své závody několik významných průmyslových společností například British Petroleum, Smith & Nephew, Seven Seas a Reckitt Benckiser.
V Hulu se nacházejí tři důležitá nákupní střediska – Prospect Centre, Prince's Quay a St. Stephen's. Poslední z nich bylo otevřeno 20. září 2007 a své obchody zde umístili výrobci takových značek jako jsou Zara, H&M, Next, Jane Norman a Topshop. Princes Quay je vybudovaný na pilotech původních doků. V zastřešeném tržišti Trinity Market je umístěno asi 60 stánků a nachází se poblíž Kostela svaté trojice a historických Hepworthových arkád.

## Správa

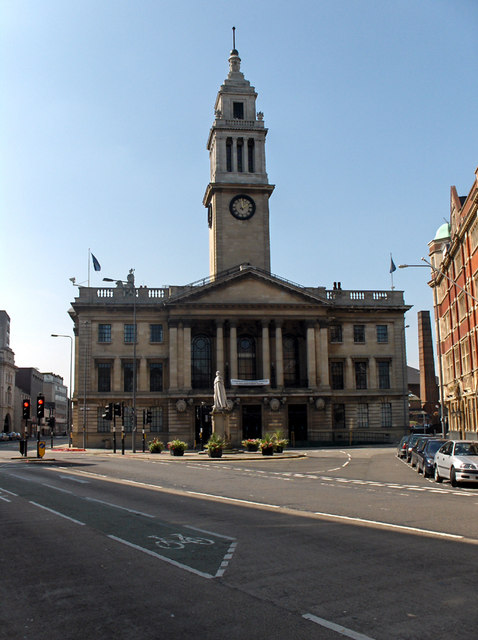
Radnice v Hullu

Status města Kingston upon Hull se v minulosti několikrát změnil. V období let 1889 až 1974 byl městským hrabstvím nezávislým na administrativním hrabství Východní riding, k němuž historicky náleží. V roce 1974 se stal nemetropolitním distriktem hrabství Humberside. Když bylo toto hrabství v roce 1996 zrušeno stal se samostatným správním celkem (unitary authority). Správním orgánem Hullu je Rada města Hull, jejíž sídlo se nachází v centru města.

## Doprava

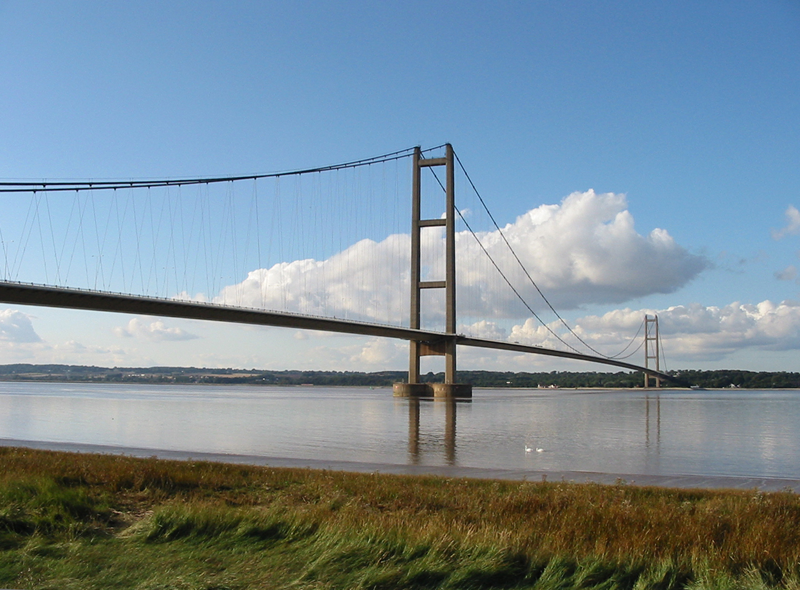
Humberský most

Hlavní spojnicí silniční dopravy je dálnice M62, která je jednou z hlavních dopravních tepen na severu Anglie. Spojuje Hull s Liverpoolem, Manchesterem, Leedsem a ostatními částmi Velké Británie. Vlastní dálnice končí nedaleko města a zbytek je tvořen silnicí A63. Hull se nachází nedaleko Humberského mostu, který spojuje město z oblastí na jih od Humberu. Byl postaven v letech 1972 až 1981 a ve své době byl nejdelším jednoobloukovým mostem na světě .
Městská hromadná doprava ve městě je zajišťována společnostmi Stagecoach in Hull a East Yorkshire Motor Services. Další menší společnost Alpha Bus and Coach poskytuje v oblasti města službu zaparkuj a jeď. Novým dopravním uzlem ve městě, zahrnujícím autobusové i vlakové nádraží, je Hull Paragon Interchange zprovozněné 16. září 2007. Předpokládá se, že ho denně využije asi 24 000 cestujících. Z vlakového nádraží vyjíždějí spoje do ostatních částí Velké Británie, včetně přímého spoje do Londýna provozovaného společností Hull Trains.
P&O Ferries provozuje trajektovou dopravu do Brugg a Rotterdamu. Trajekty jsou vypravovány v noci a Pride of Rotterdam a Pride of Hull, které jsou používány na této trase, jsou dva největší trajekty Velké Británie.
Nejbližším letištěm v dosahu města je Humberside Airport v Lincolnshire, které odbavuje především charterové lety a také čtyři pravidelné spoje společnosti KLM do Amsterodamu a Aberdeenu. Letiště Robin Hood Airport je vzdálené asi hodinu jízdy autem a zajišťuje nízkonákladové lety do mnoha měst Evropy.

## Kultura
V muzejní čtvrti se nachází Wilberforce House, Arctic Corsair, Hull and East Riding Museum a Streetlife and Transport Museum. Mezi další muzea a turistické atrakce je možno zařadit Ferens Art Gallery, Maritime Museum, Spurn Lightship a Deep.
V Hullu působí Hull Sinfonietta, největší profesionální komorní soubor v Humberské oblasti a Hull Philharmonic Orchestra, jeden z nejstarších amatérských orchestrů v zemi. Hull je také sídlem Hull Philharmonic Youth Orchestra, založeného roku 1952. Ve městě také působí několik vokálních sborů – Hull Bach Choir, specializovaný na hudbu ze 17. a 18. století, Hull Male Voice Choir, Dagger Lane Operatic Society, Arterian Singers a Kingston Singers.
V Hullu se nachází tři velká divadla. Hull New Theatre, otevřené roku 1939 je z nich největší a uvádí muzikály, operu, balet, dramatická i dětská představení a pantomimu. Hull Truck Theatre je menší soukromé divadlo založené roku 1971 s orientací na hry Johna Godberga. Plánuje se jeho přestěhování do St Stephens. Třetí divadelní společností ve městě je Northern Theatre Company.
V Hullu je pořádáno několik festivalů. Humber Mouth – festival věnovaný literatuře, Hull Jazz Festival – týdenní hudební akce na počátku srpna odehrávající se v okolí Mariny následovaná Sea Fever Festival na začátku září a mezinárodní Sea Shanty Festival.

## Náboženství

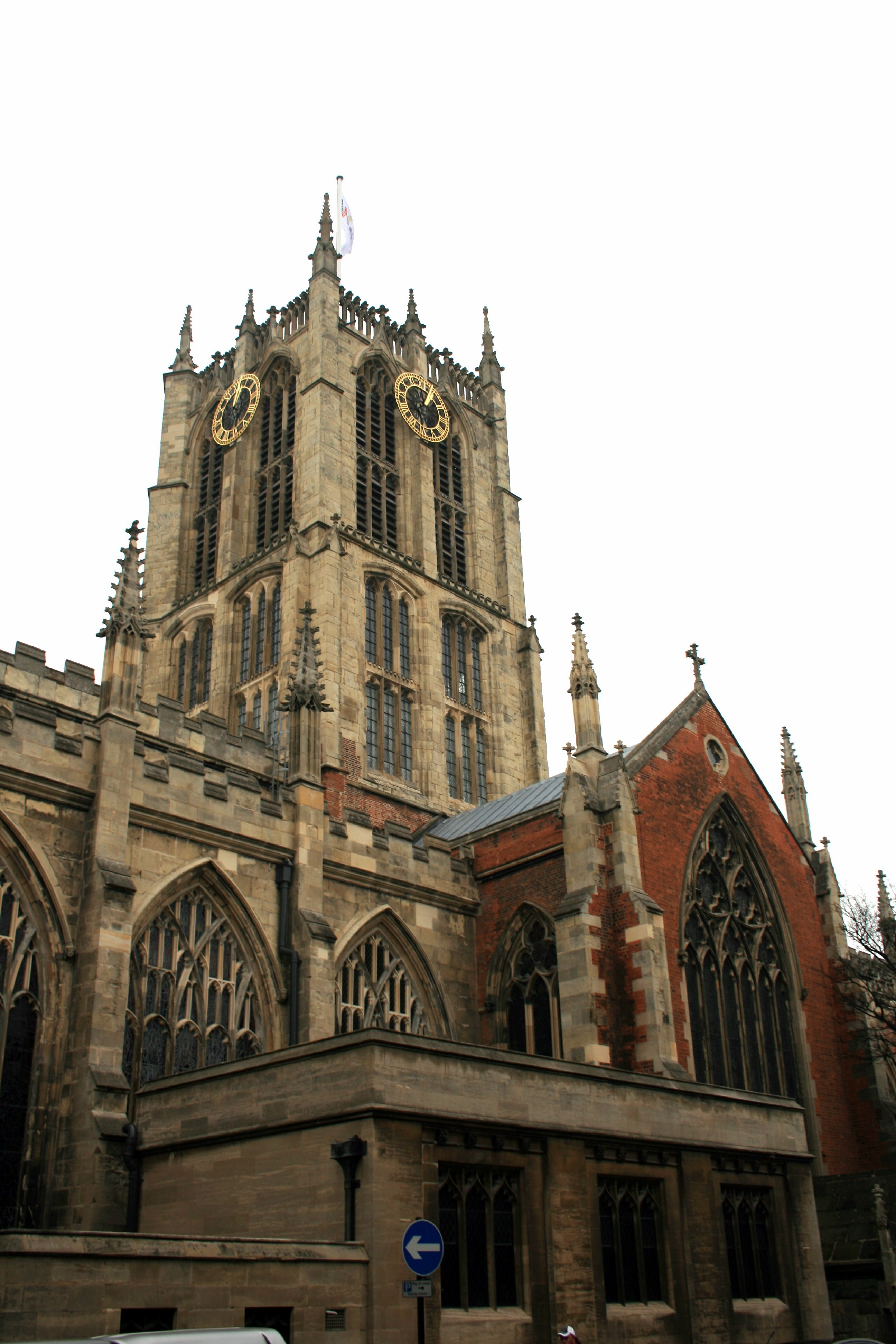
Kostel svaté trojice v Hullu

Hull je součástí Yorské diecéze. V roce 2001 byla návštěvnost bohoslužeb jedna z nejnižších v rámci Velké Británie. Na rozdíl od mnoha jiných anglických měst v Hullu není katedrála. Ve městě se ale nachází Kostel svaté trojice, který je největším církevním kostelem v Anglii při srovnání plochy chrámu. Byl postaven okolo roku 1300 a je označován za jednu z nejkrásnějších středověkých cihlových staveb. Ve městě také existuje několik misií a dalších kostelů a jednou ze zvláštností je, že v kostele Svatého Mikuláše jsou pořádány každou neděli bohoslužby v dánštině.

## Vzdělání
Ve městě se nachází univerzita založená roku 1927, která obdržela královskou chartu roku 1954. Tuto školu navštěvuje asi 16 000 studentů. K ní je přidružena Hull York Medical School, která zahájila svou činnost v roce 2003 jako výsledek záměru britské vlády poskytnout medicínské vzdělání více studentům. Původně v Hullu působila i University of Lincoln – technicky zaměřená škola. V 90. letech se působnost této školy přenesla do Lincolnu, kam se v roce 2001 přesunulo i vedení a administrativní část této instituce. V Hullu zůstal pouze malá univerzitní kolej.
V Hullu existuje dalších asi 100 místních škol z nichž 14 středních a 71 základních je řízeno městskou radou. Mezi soukromé školy patří například Hymers College a Hull Collegiate School. Dalšími školami poskytujícími vyšší vzdělání jsou rozsáhlá Hull College, Wyke College, Wilberforce College a Hull Trinity House School, která byla založena roku 1787.

## Sport
Ve Hullu působí profesionální fotbalový klub Hull City AFC, který hraje druhou nejvyšší anglickou fotbalovou soutěž a jehož domovským stadiónem je KC Stadium. Mezi úspěšné týmy v ragby patří místní dva kluby které hrají v nejvyšší ragbyové soutěži.
Ve městě se také nachází Bull Ice Arena, hokejový stadión kde hraje místní klub Hull Stingrays, účastník nejvyšší anglické soutěže ledního hokeje. Závody chrtů se do města vrátily po v říjnu 2007 s obnovením provozu na Boulevardu, stadiónu určeném pro tento sport.

## Slavní rodáci
- William Wilberforce (1759–1833), anglický politik, abolicionista a filantrop[1]
- John Venn (1834–1923), anglický matematik, filozof a vysokoškolský učitel[2]
- Edward Arthur Milne (1896–1950), anglický astrofyzik a matematik[3]
- Amy Johnsonová (1903–1941), anglická pilotka, průkopnice ženského létání[4]
- William Empson (1906–1984), anglický básník, spisovatel a literární vědec[5]
- Mick Ronson (1946–1993), anglický kytarista, zpěvák a hudební producent[6]

## Partnerská města
- Freetown, Sierra Leone
- Niigata, Japonsko
- Raleigh, USA
- Reykjavík, Island
- , Rotterdam, Nizozemsko
- Štětín, Polsko